# Olympic Air
Olympic Air (griechisch Ολυμπιακή Αεροπορία) ist eine griechische Regionalfluggesellschaft mit Sitz in Athen und Basis auf dem Flughafen Athen-Eleftherios Venizelos. Sie ist eine Tochtergesellschaft der Aegean Airlines. Anders als die ursprüngliche Olympic Airlines handelt es sich jedoch um eine Regionalfluggesellschaft. 
Die frühere Olympic Airlines wurde während ihrer Sanierung durch die Marfin Investment Group zu einer Regionalfluggesellschaft umgebaut.

## Geschichte

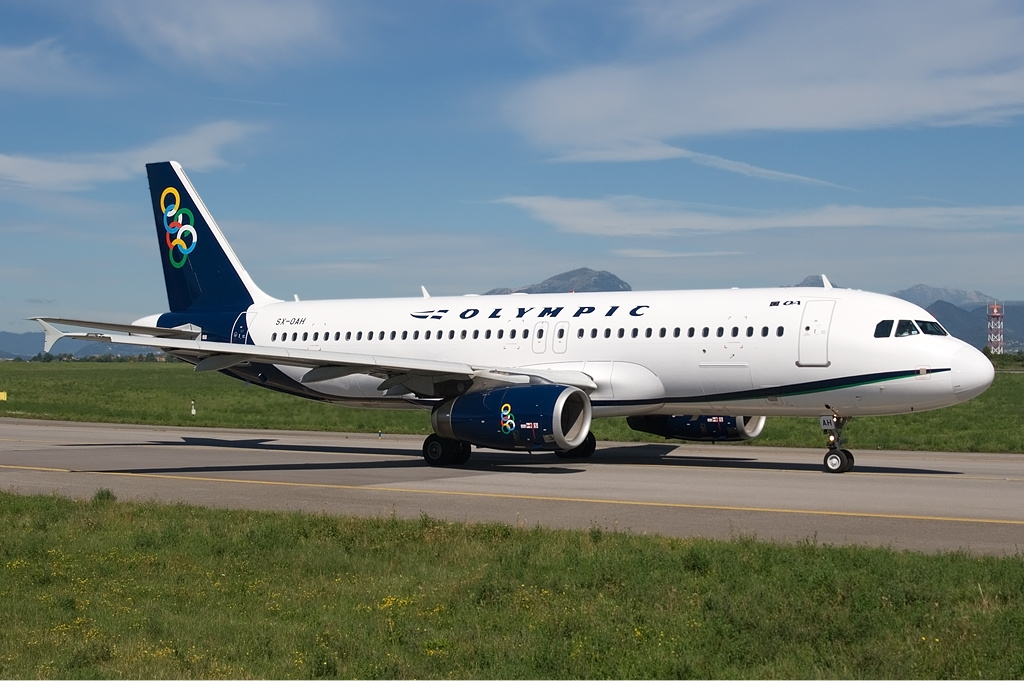
Airbus A320-200 der Olympic Air im Jahr 2010

### Gründung und erste Jahre
Olympic Air wurde 2009 von der Marfin Investment Group gegründet. Rechtlich ist sie keine Nachfolgerin der Olympic Airlines, übernahm aber Teile dieser, darunter die Landerechte, die technischen Infrastruktur und die Markenrechte. 
Nachdem bereits zuvor die neuen Tochtergesellschaften „Olympic Handling“ (Bodenabfertigung) und „Olympic Engineering“ (Technik) gegründet worden waren, nahm Olympic Air am 29. September 2009 mit einem deutlich ausgedünnten Streckennetz und gegenüber der Vorgängerin stark reduzierten Personal offiziell den Betrieb auf. Das Corporate Design inklusive des bekannten Logos wurden übernommen, jedoch einer leichten Überarbeitung unterzogen.
Im Oktober 2009 verkündete der CEO Antonis Simigdalas, dass die umstrukturierte Gesellschaft bereits etwa 10.000 Passagiere pro Tag befördere und innerhalb von 12 Monaten auch wieder Langstreckenverbindungen anbieten wolle, was jedoch nicht umgesetzt wurde. Darüber hinaus prognostizierte er, dass die Gesellschaft ab 2012 schwarze Zahlen schreiben könnte und der Bereich Bodenabfertigung diese bereits erreicht habe.
Am 6. Dezember 2009 wurde Olympic Air bis einschließlich 2012 zur offiziellen Fluggesellschaft des griechischen Olympischen Komitees ernannt.
Am 24. September 2010 wurde Olympic Air von der European Regional Airlines Association mit dem „Airline of the Year 2010/11 Silver Award“ ausgezeichnet. Unter anderem wurde der trotz Krise rasante Aufstieg der Fluggesellschaft gelobt.

### Fusion mit Aegean Airlines
Im Februar 2010 waren Pläne einer Fusion von Olympic Air mit der ebenfalls griechischen Aegean Airlines unter der Dachmarke Olympic Air von der Europäischen Kommission aufgrund einer zu erwartenden Monopolstellung untersagt worden. Ein erneuter Versuch im Oktober 2012 unter Beibehaltung beider Marken hatte aber auch dank der in der Zwischenzeit größeren Konkurrenz beispielsweise durch Cyprus Airways sowie mittlerweile deutlich unterschiedlicher Streckennetze bessere Chancen. Im Oktober 2013 erlaubte die Europäische Kommission den Zusammenschluss schließlich. Am 23. Oktober 2013 wurde Olympic Air daher für insgesamt 72 Millionen Euro durch Aegean Airlines von der Marfin Investment Group übernommen und wird fortan als Tochtergesellschaft von Aegean geführt.
Im Frühjahr 2013 begann Olympic Air mit der Ausmusterung ihrer vier Flugzeuge der Airbus-A320-Familie, da man zukünftig nur noch regionale Routen mit De Havilland DHC-8 bedienen wolle.

## Flugziele
Olympic Air bedient als Regionalfluggesellschaft ein dichtes Netz an Zielen innerhalb Griechenlands.

## Codeshare
Die auf innergriechische Flüge spezialisierte Regionalfluggesellschaft hat zurzeit mit zwei Gesellschaften Codeshares vereinbart.
- Aegean Airlines
- Bulgaria Air

## Flotte

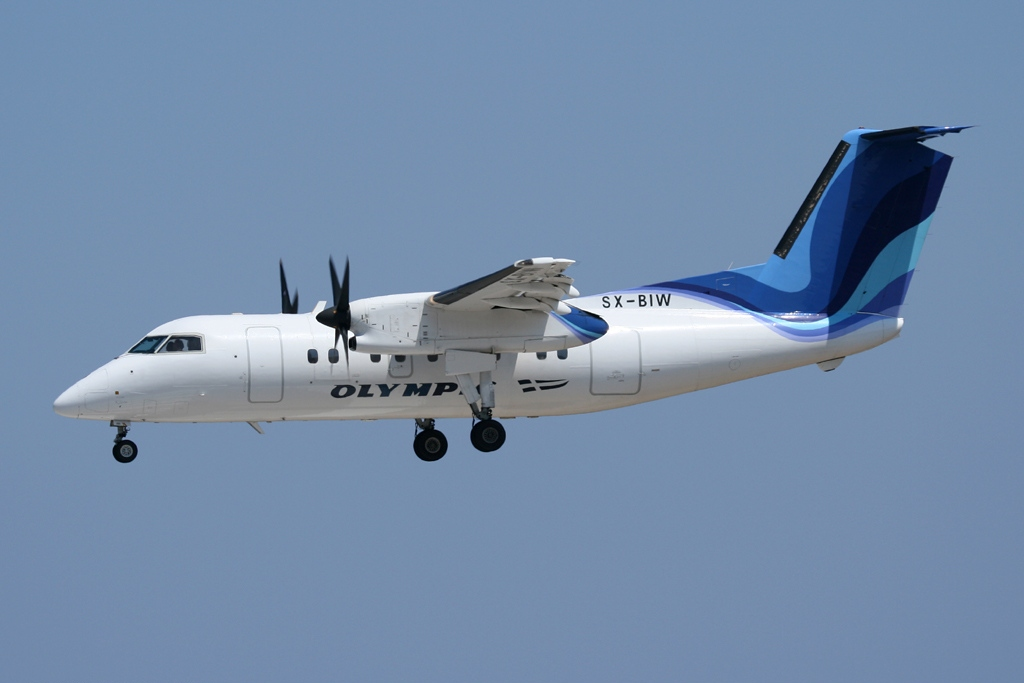
De Havilland DHC-8-100 der Olympic Air

### Aktuelle Flotte
Mit Stand April 2025 besteht die Flotte der Olympic Air aus 17 Flugzeugen mit einem Durchschnittsalter von 12,9 Jahren:
| Flugzeugtyp            | Anzahl | bestellt | Anmerkungen  | Sitzplätze | Durchschnittsalter |
| ---------------------- | ------ | -------- | ------------ | ---------- | ------------------ |
| ATR 42-600             | 03     |          |              | 48         | 11,5 Jahre         |
| ATR 72-600             | 12     |          | drei inaktiv | 72         | 10,0 Jahre         |
| De Havilland DHC-8-100 | 02     |          |              | 37         | 32,1 Jahre         |
| Gesamt                 | 17     | -        |              |            | 12,9 Jahre         |

### Ehemalige Flugzeugtypen
- Airbus A319-100
- Airbus A320-200
- De Havilland DHC-8-400